# Ogcodes brazilensis
Ogcodes brazilensis är en tvåvingeart som beskrevs av Evert I. Schlinger 1960. Ogcodes brazilensis ingår i släktet Ogcodes och familjen kulflugor. Inga underarter finns listade i Catalogue of Life.